# Hòa Thạc Cung Khác Trưởng Công chúa
Hòa Thạc Cung Khác Trưởng Công chúa (chữ Hán: 和硕恭悫长公主, 1653 - 1685) là một Công chúa của nhà Thanh, Hoàng nữ thứ hai cũng là người con gái duy nhất sống đến tuổi trưởng thành của Thanh Thế Tổ Thuận Trị Đế.

## Tiểu sử
Công chúa sinh vào ngày 2 tháng 12 (âm lịch) năm Thuận Trị thứ 10 (1653), sinh mẫu là Thứ phi Dương thị. Ban đầu, bà được phong Hòa Thạc Công chúa (和硕公主).
Năm Khang Hi thứ 6 (1667), bà hạ giá lấy Nột Nhĩ Đỗ (讷尔杜) thuộc họ Qua Nhĩ Giai thị (瓜尔佳氏), Mãn Châu Tương Hoàng kỳ - vốn là cháu trai của Ngao Bái. Khi đó là được tấn phong Hòa Thạc Cung Khác Trưởng Công chúa (和硕恭悫长公主). Ngạch phò Nột Nhĩ Đồ làm quan đến Lĩnh thị vệ Nội đại thần, gia hàm Thiếu phó (少傅). Sau vì Ngao Bái bị hạch tội mà ông cũng bị liên lụy cách chức. Tuy nhiên không lâu sau Ngạch phò lại được trọng dụng.
Năm thứ 15 (1676), Ngạch phò gia hàm Thái tử Thiếu sư (太子少师), không lâu sau qua đời.
Năm thứ 24 (1685), tháng 10, Công chúa mất khi chỉ mới 33 tuổi.

## Viên tẩm
Công chúa được an táng tại phần mộ của gia tộc Ngao Bái, nay thuộc thôn Trì An, nằm ở biên giới Hổ Thạch đài, Thẩm Bắc. Thôn Trì An (治安) nguyên danh là đồn Thúy Hoa (翠花屯).
Năm Khang Hi thứ 24 (1685), tháng 12, Khang Hi Đế hạ chỉ tại vị trí cách Thịnh Kinh về phía tây bắc 35 km (nay thuộc biên giới Hổ Thạch đài), nghĩa trang của gia tộc Ngao Bái, dựng mộ bia cho Hoàng tỷ là Cung Khác Công chúa. Phía sau mộ bia là một căn phòng chính, treo bức tranh họa Công chúa bằng lụa. Xung quay xây dựng nhiều kiến trúc, tổng thể đồ sộ. Hiện nay, phòng chính và mộ bia của Công chúa đều đã bị phá hủy, tượng Bí Hí dùng làm bệ đỡ mộ bia cũng đã bị hỏng đầu và đuôi.
Dân chúng thôn Trì An phần lớn đều hậu duệ của những người năm đó đã túc trực linh cữu Công chúa, họ gốc vốn là Na Lạp, sau cải sang nhiều họ Hán khác nhau như Bao (包) hoặc Dương (杨). Mỗi năm vào Tiết Thanh minh, người dân thôn Trì An đều sẽ đi tảo mộ Công chúa.